# 布尔汉丁·哈拉哈普
布尔汉丁·哈拉哈普（1917年12月27日—1987年6月14日）一般简称哈拉哈普，是已故印度尼西亚政治人物，是印尼第9任内阁总理，并兼任国防部长。他是印尼右翼势力的代表人物，反对苏加诺总统的亲共左倾政策，在朱安达内阁时期，与穆罕默德·纳席尔等人公开支持地方分裂势力发动的叛乱。